# Carrer la Vall de la Morana
Carrer la Vall de la Morana és un carrer de la Morana, al municipi de Torrefeta i Florejacs (Segarra), inclòs a l'Inventari del Patrimoni Arquitectònic de Catalunya.

## Descripció
Carrer de dimensions molt reduïdes que comunica la Plaça Avall amb l'escalinata del C/del Vent. Per accedir-hi des de la Plaça Avall ho hem de fer a través d'un passatge cobert amb volta de canó d'uns dos metres de llargada aproximadament.
La singularitat d'aquest carrer de la Morana és un conjunt d'edificacions construïdes amb grans carreus de pedra i escasses obertures, que conformen una unitat estilística interessant. Tots aquests immobles compten amb tres plantes, presenten portades amb llindes de pedra, tenen escasses obertures als murs i daten aproximadament de mitjans del segle xix.